# Uniejewo
Uniejewo (prononciation : [uɲɛˈjɛvɔ]) est un village polonais de la gmina de Brudzeń Duży dans le powiat de Płock de la voïvodie de Mazovie dans le centre-est de la Pologne.
Il se situe à environ 6 kilomètres au sud de Brudzeń Duży (siège de la gmina), 18 kilomètres au nord-ouest de Płock (siège du powiat) et à 114 kilomètres au nord-ouest de Varsovie (capitale de la Pologne).
Le village compte approximativement une population de 110 habitants.

## Histoire
De 1975 à 1998, le village appartenait administrativement à la voïvodie de Płock.